# Merremia eberhardtii
Merremia eberhardtii är en vindeväxtart som först beskrevs av François Gagnepain, och fick sitt nu gällande namn av N.T. Nhan. Merremia eberhardtii ingår i släktet Merremia och familjen vindeväxter. Inga underarter finns listade i Catalogue of Life.